# Jardin du rocher des Doms
Pour les articles homonymes, voir Jardin (homonymie) et Dom.
Le jardin des Doms ou jardin du rocher des Doms est un jardin public du XIXe siècle, de 3 hectares, du rocher des Doms du centre historique d'Avignon (inscrit au Patrimoine mondial) dans le Vaucluse en Provence. Voisin du palais des papes d'Avignon et de ses jardins du palais,, il est classé jardin remarquable depuis 2003 et est classé au titre des Monuments historiques depuis 2024. 

## Historique
Le rocher des Doms est habité par les premiers habitants de l'histoire d'Avignon, depuis le Néolithique (avec des vestiges exposés au musée Calvet), puis par un oppidum gallo-romain et un ancien château fort au Moyen Âge. 

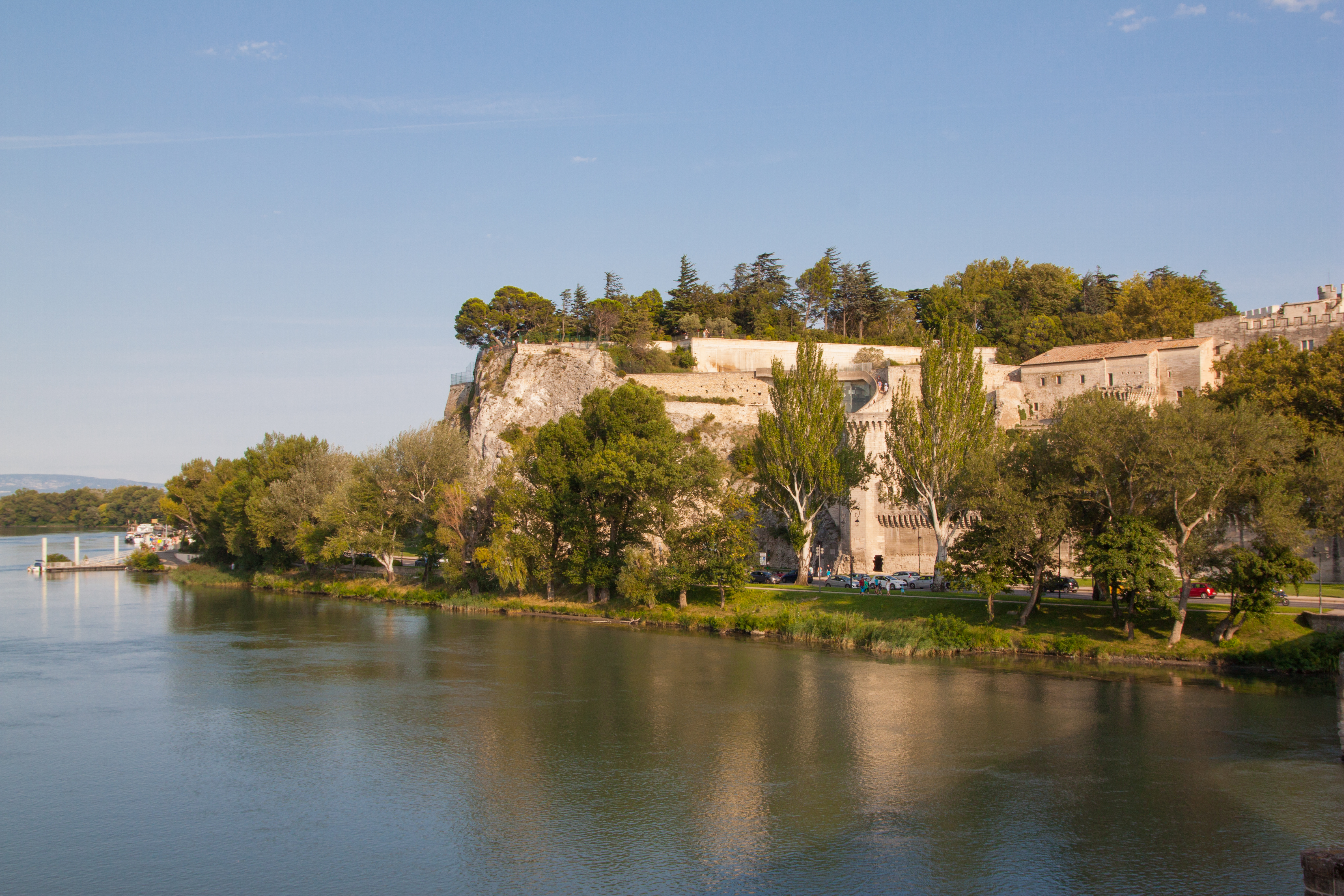
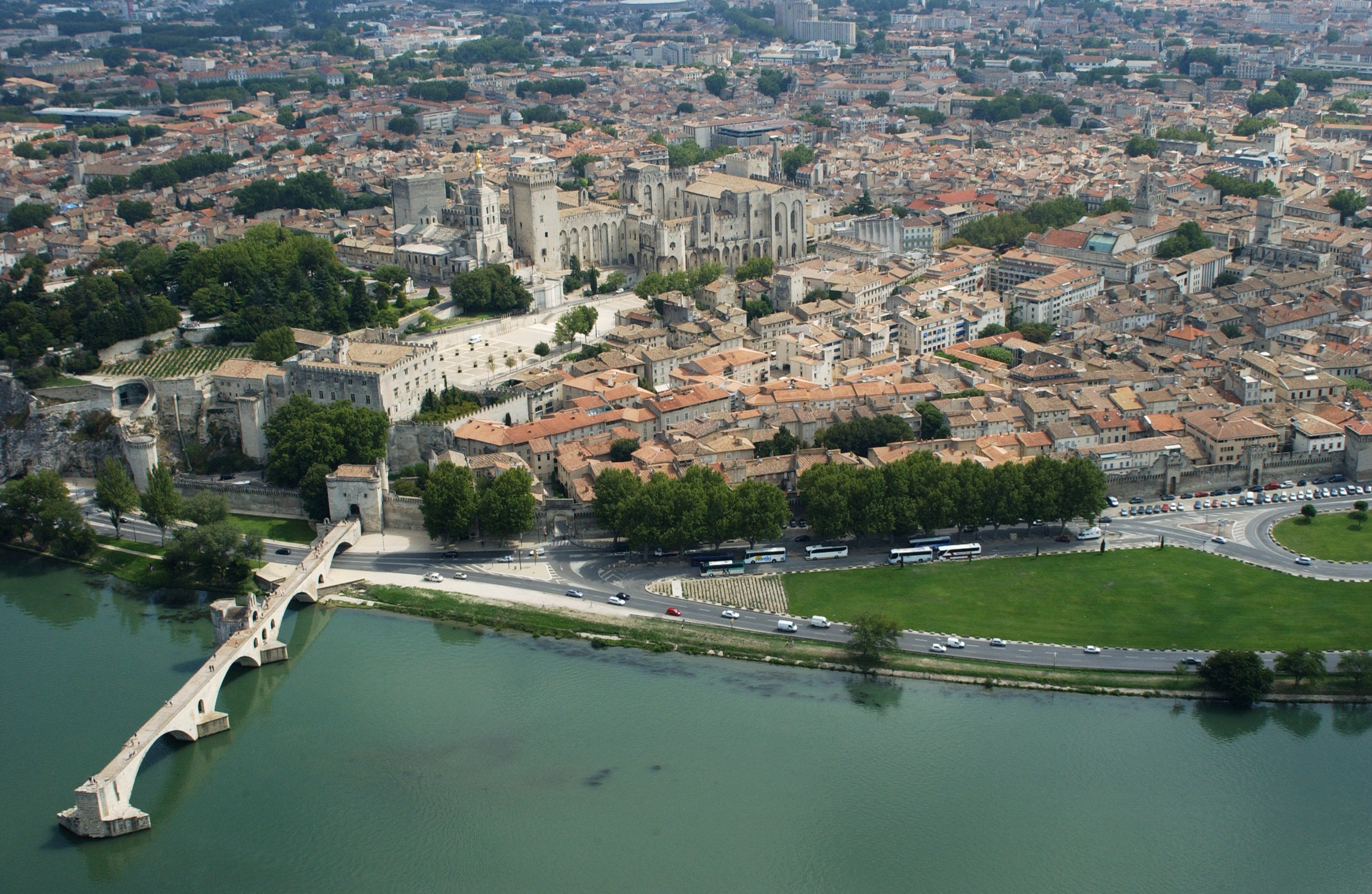
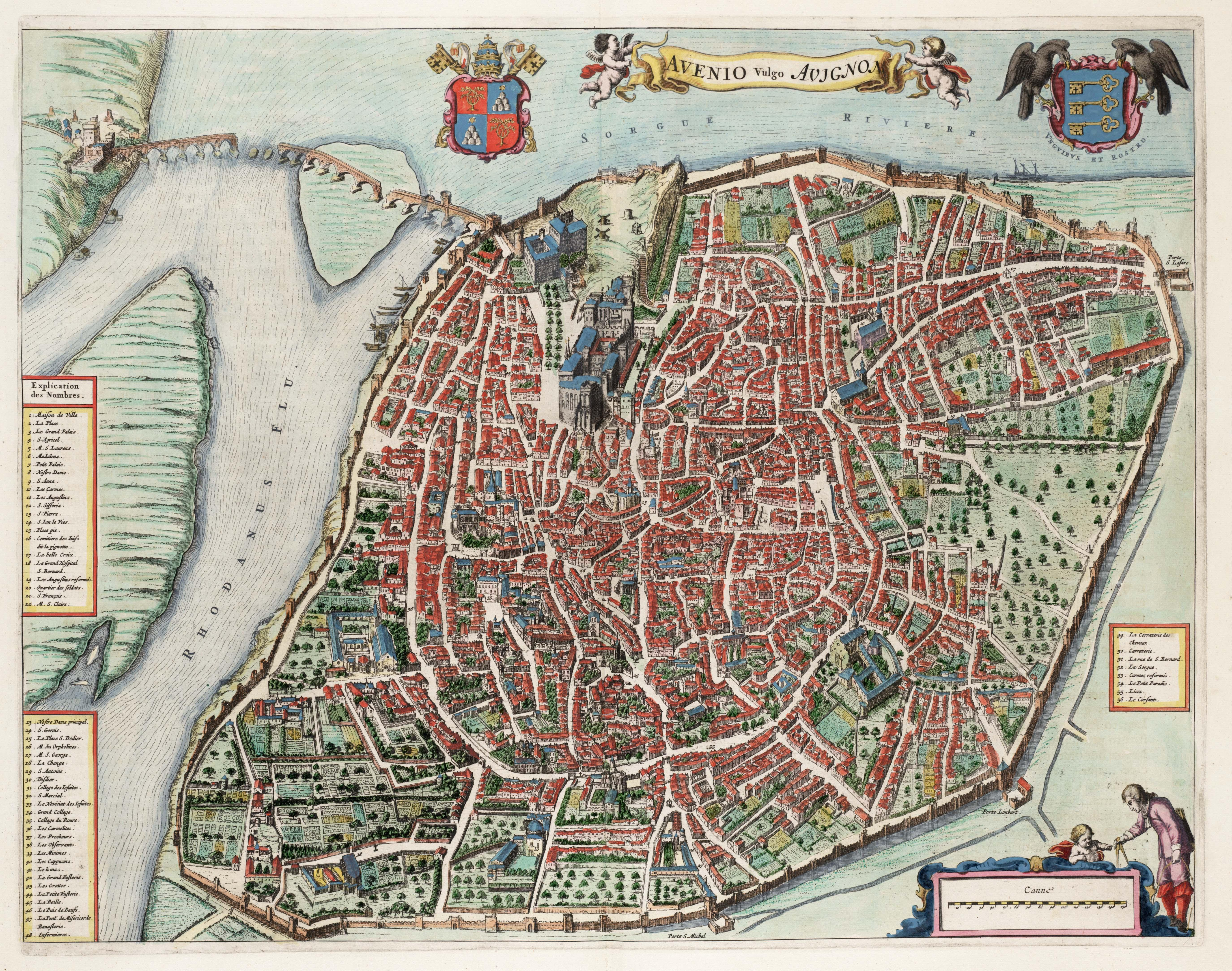

Un réservoir d'eau-château d'eau est fondé en 1830, pour alimenter la ville en eau potable. Ce vaste jardin public est alors aménagé avec le temps sur son sommet, sur la partie nord du rocher, voisin des palais des papes d'Avignon, jardins du palais des papes, cathédrale Notre-Dame-des-Doms et musée du Petit Palais. 

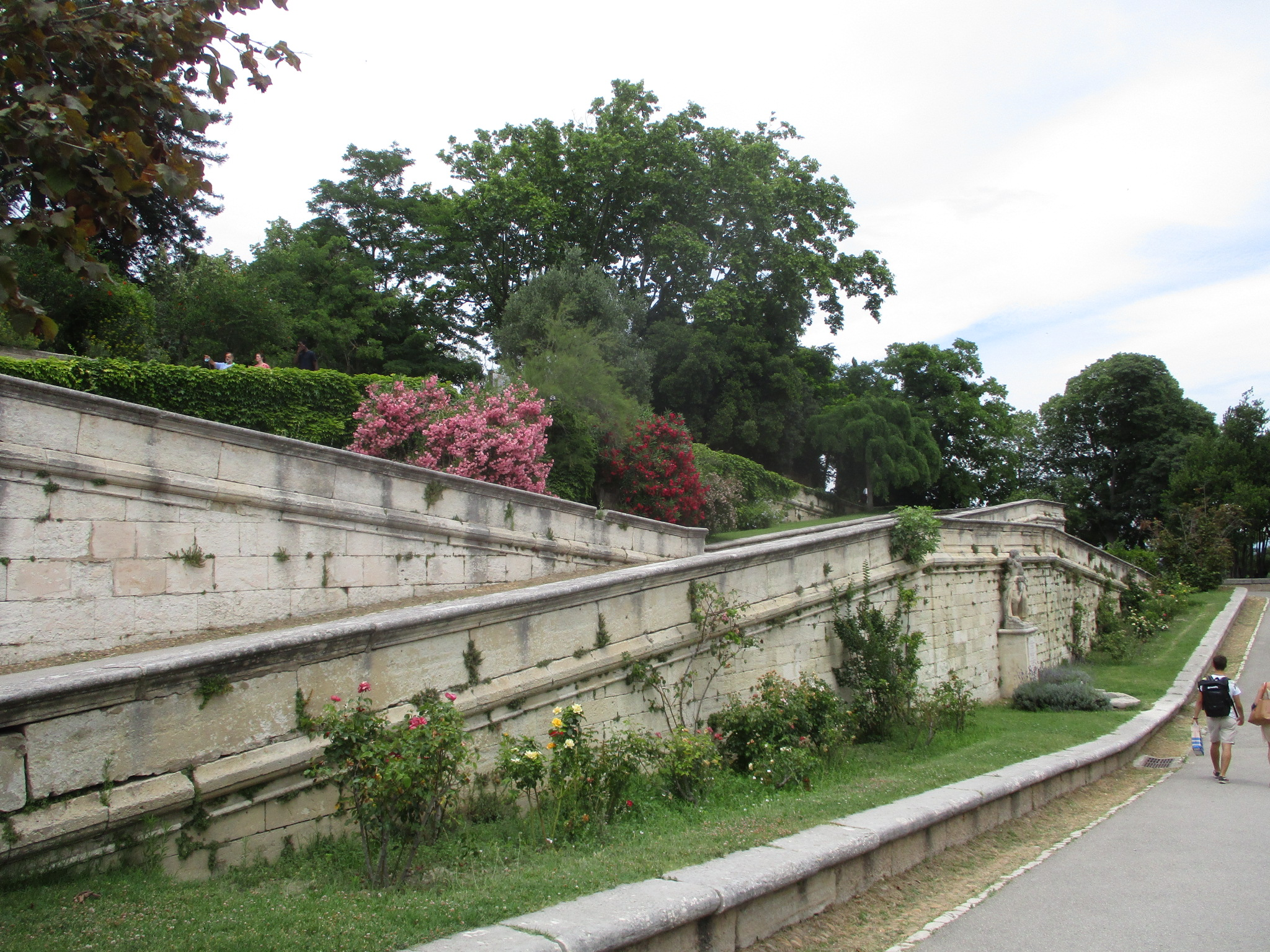
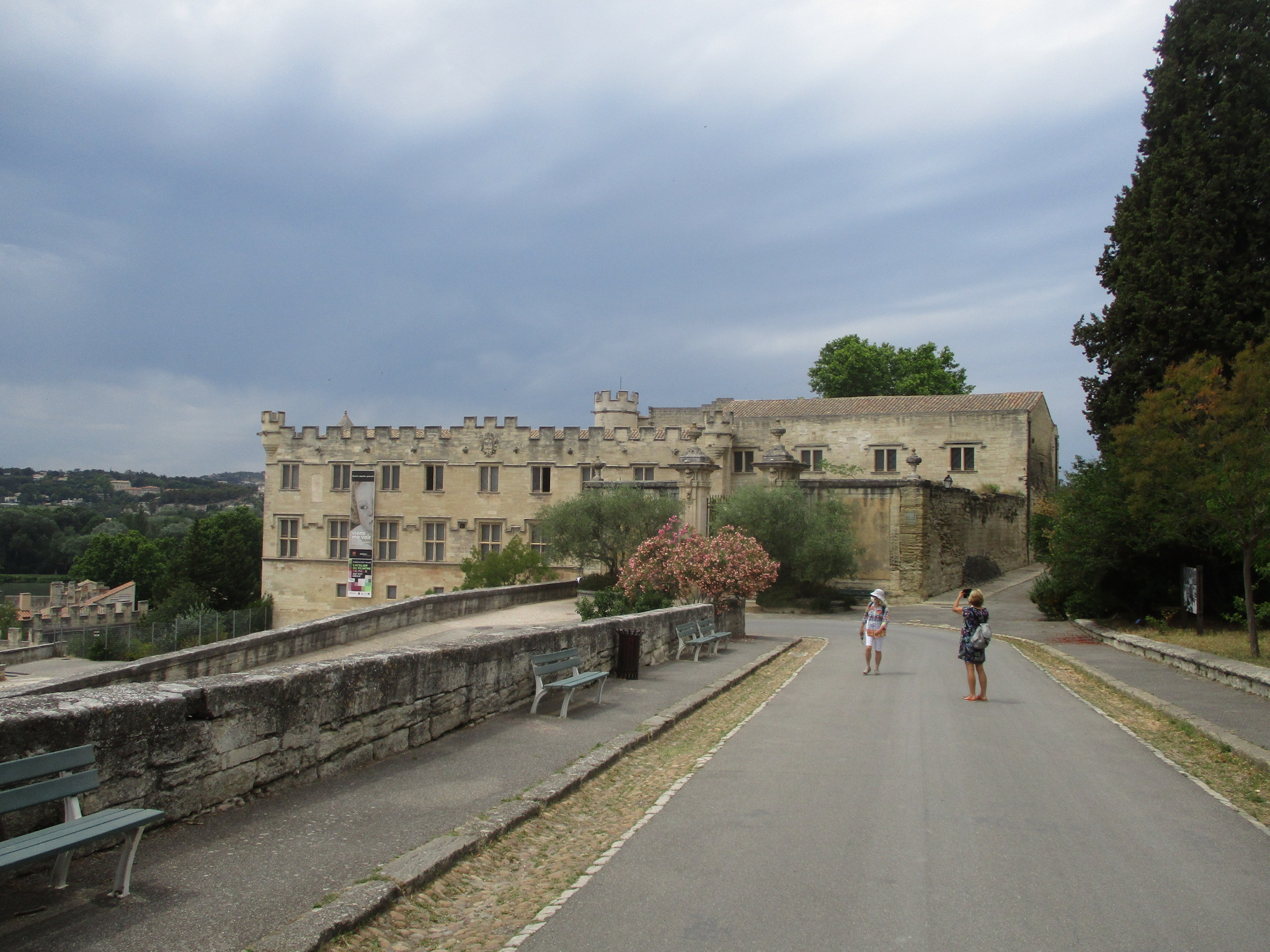
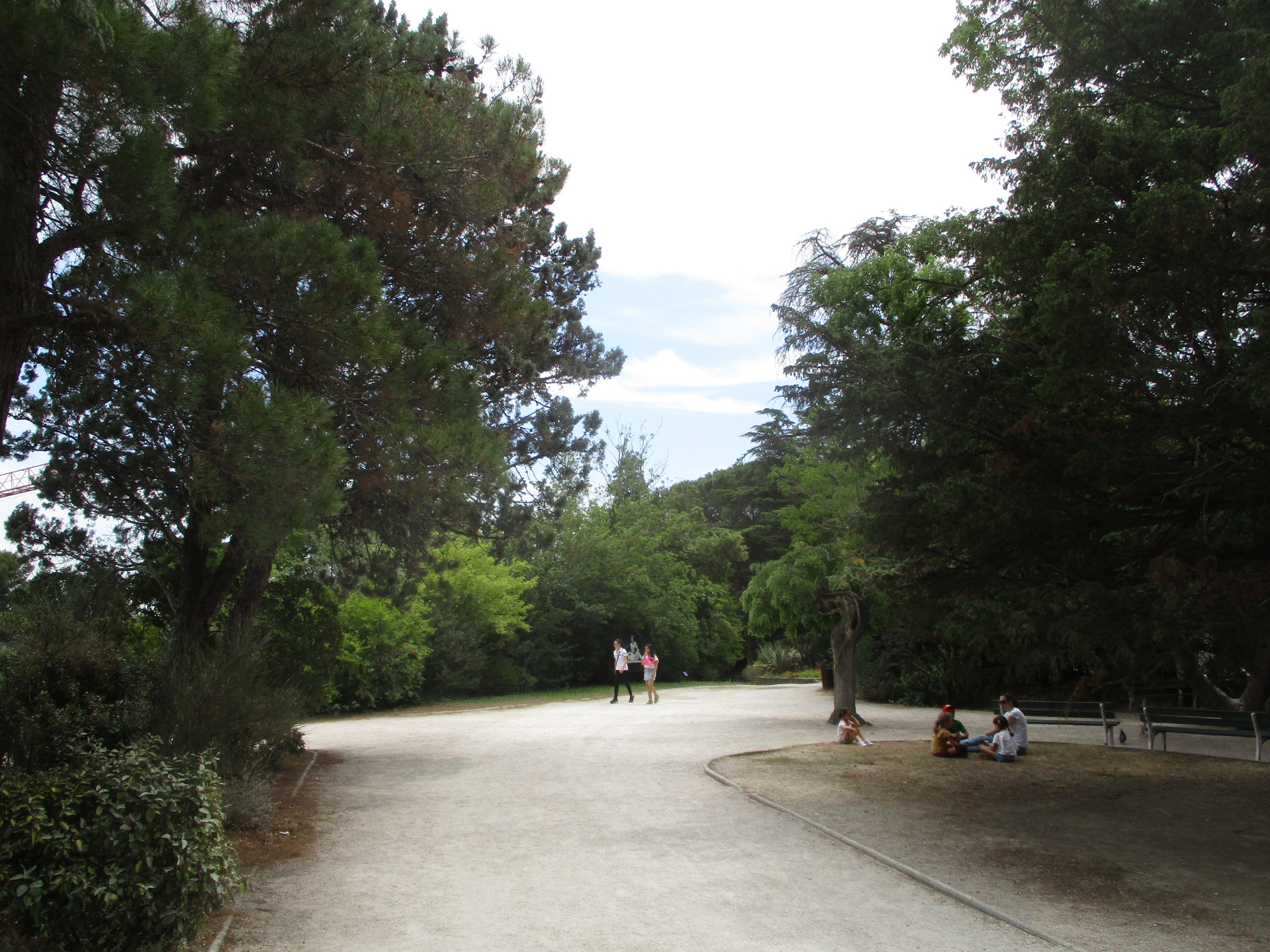

Il est aménagé en jardin à l'anglaise de 3 hectares, contenu par d'importantes murailles, avec vignoble (« Clos de la vigne du Palais des Papes » planté des 12 principaux cépages des côtes-du-rhône), arbres (devenus depuis centenaires), pelouses, lac, rocailles, bassins, fontaines, restaurant-buvette, aires de jeux pour enfants, monument aux morts, et statues de personnalités locales (Félix Gras, Jean Althen, Félix Charpentier...).

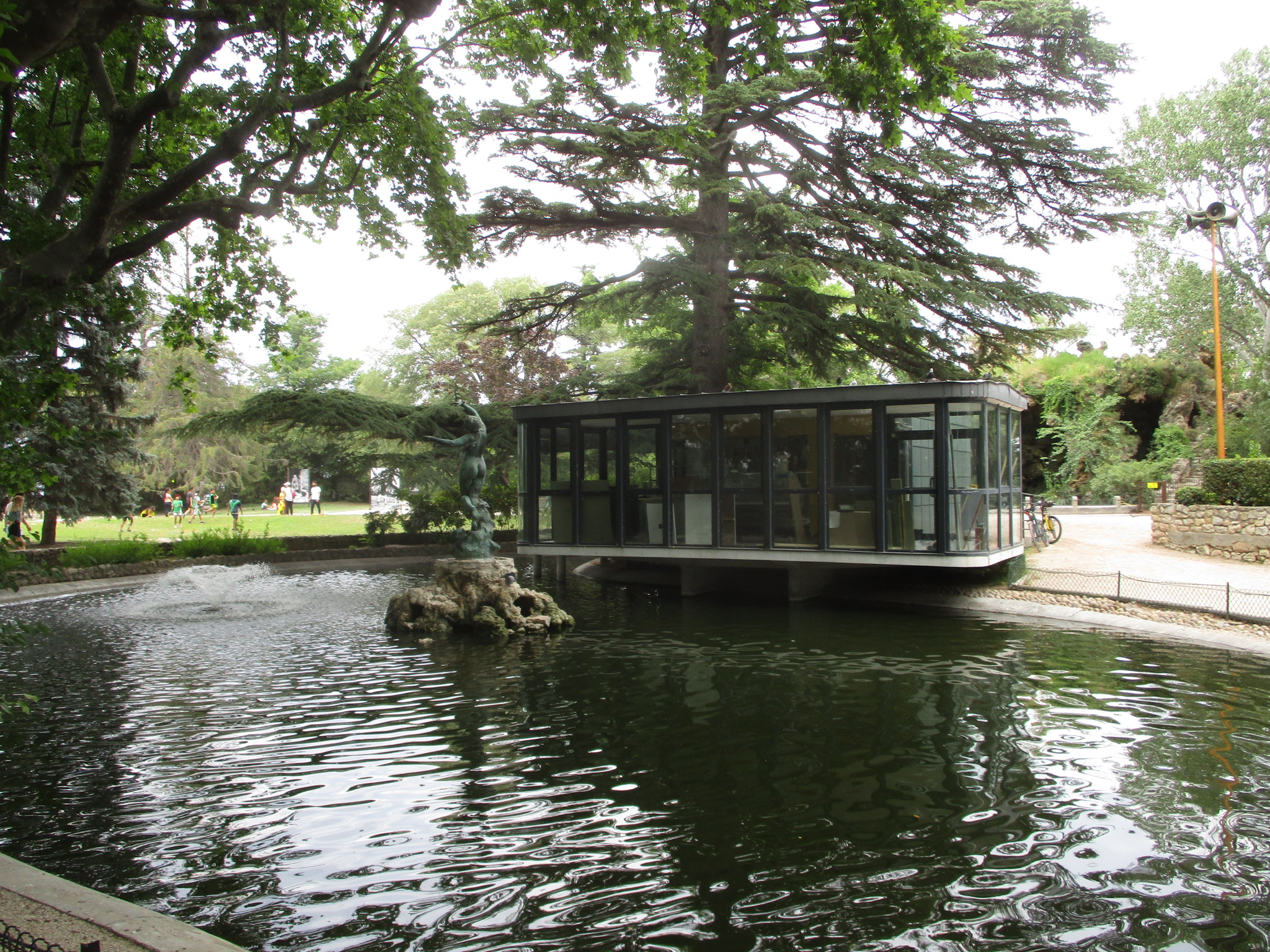
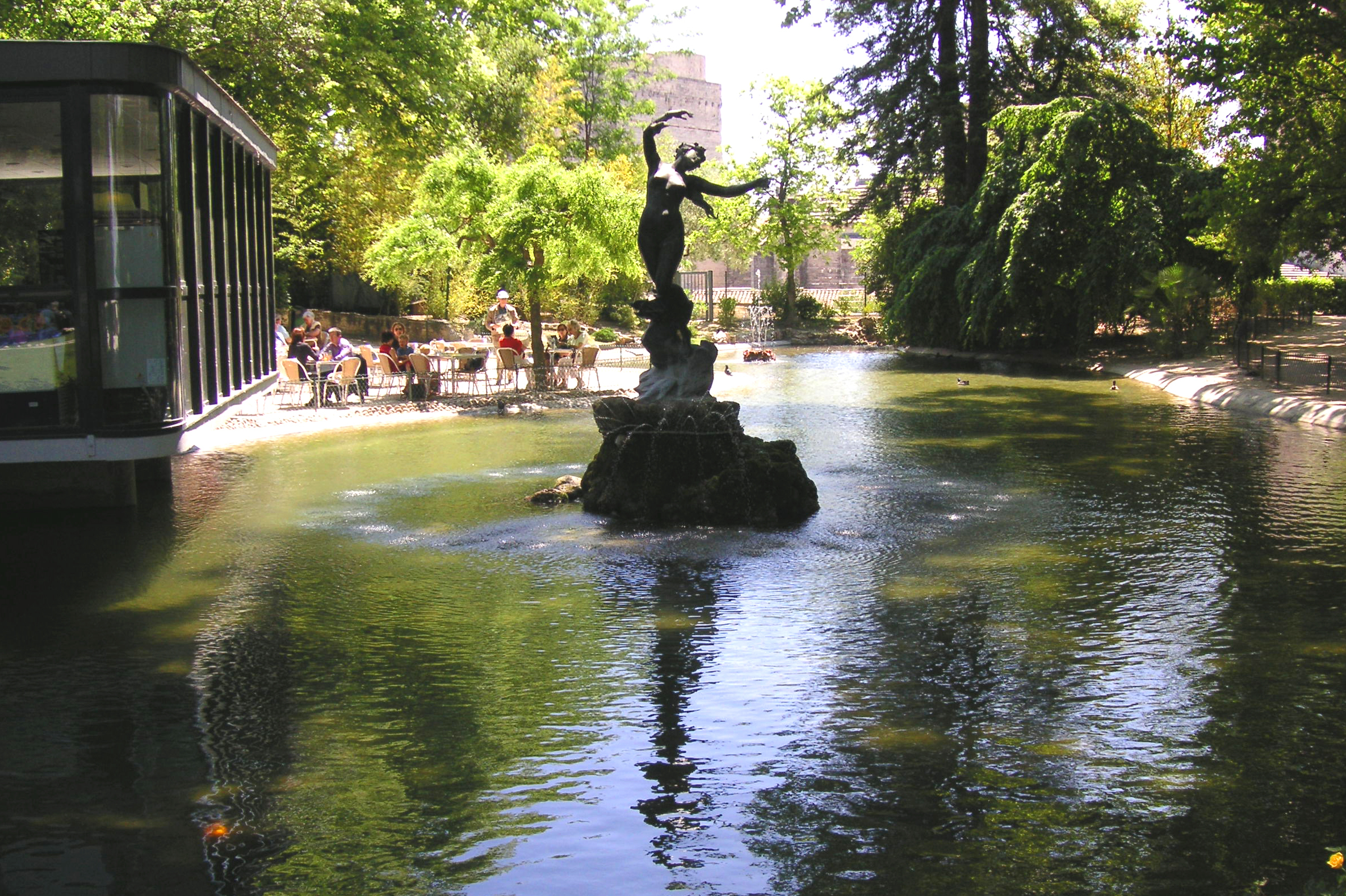
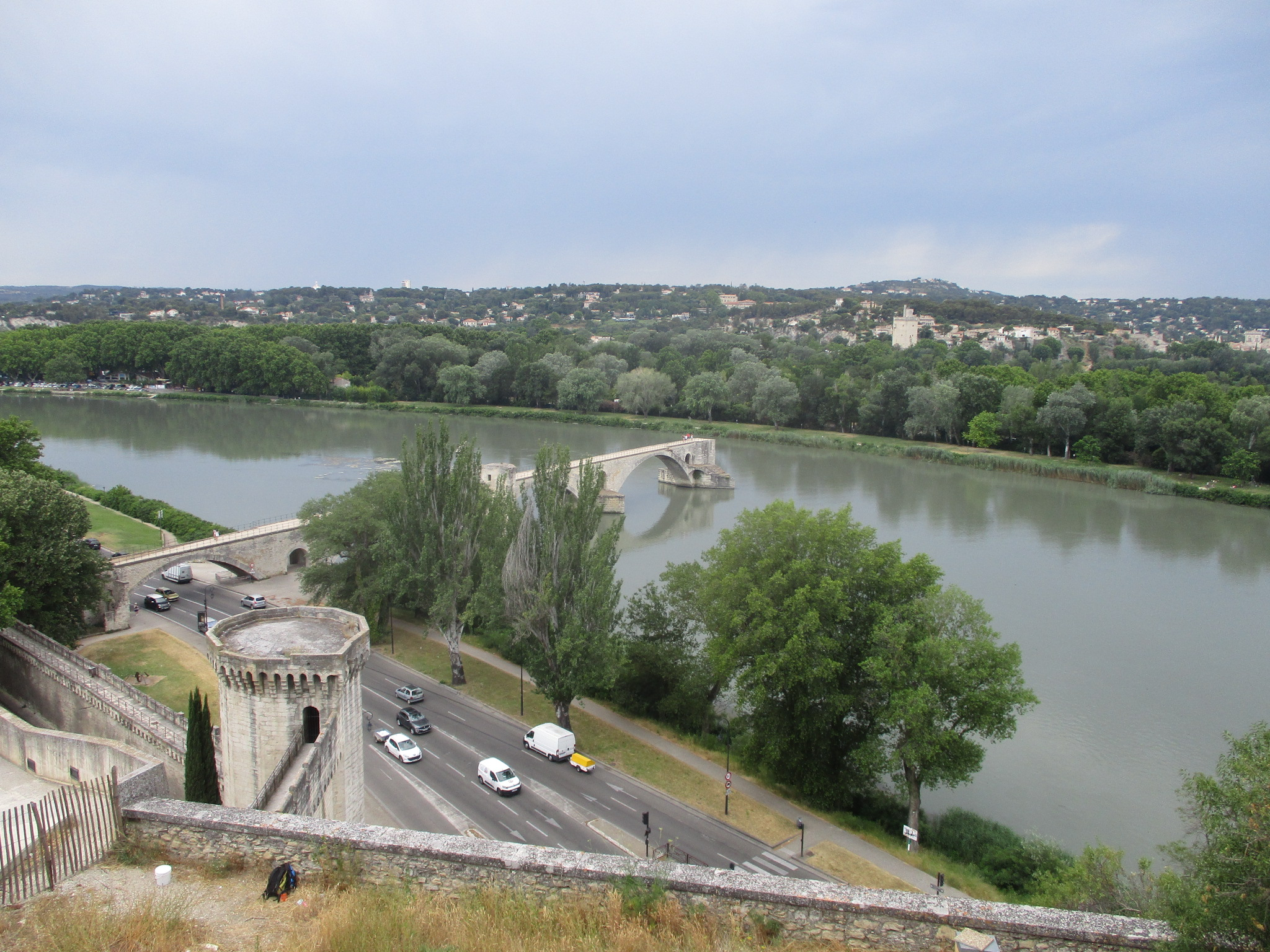

Une importante esplanade offre un point de vue panoramique à 30 m de hauteur (avec table d'orientation) sur Avignon et ses environs, sur le Rhône (en contrebas), et sur le pont d'Avignon (ou pont Saint-Bénézet), l'île de la Barthelasse, les Fort Saint André, tour Philippe-le-Bel et Chartreuse Notre-Dame-du-Val-de-Bénédiction de Villeneuve-lès-Avignon (en face), le tout (selon la clarté de l'horizon) sur fond de vallée du Rhône, mont Ventoux, Châteauneuf-du-Pape, massif du Luberon, massif des Alpilles, Comtat Venaissin, jusqu'aux Dentelles de Montmirail...

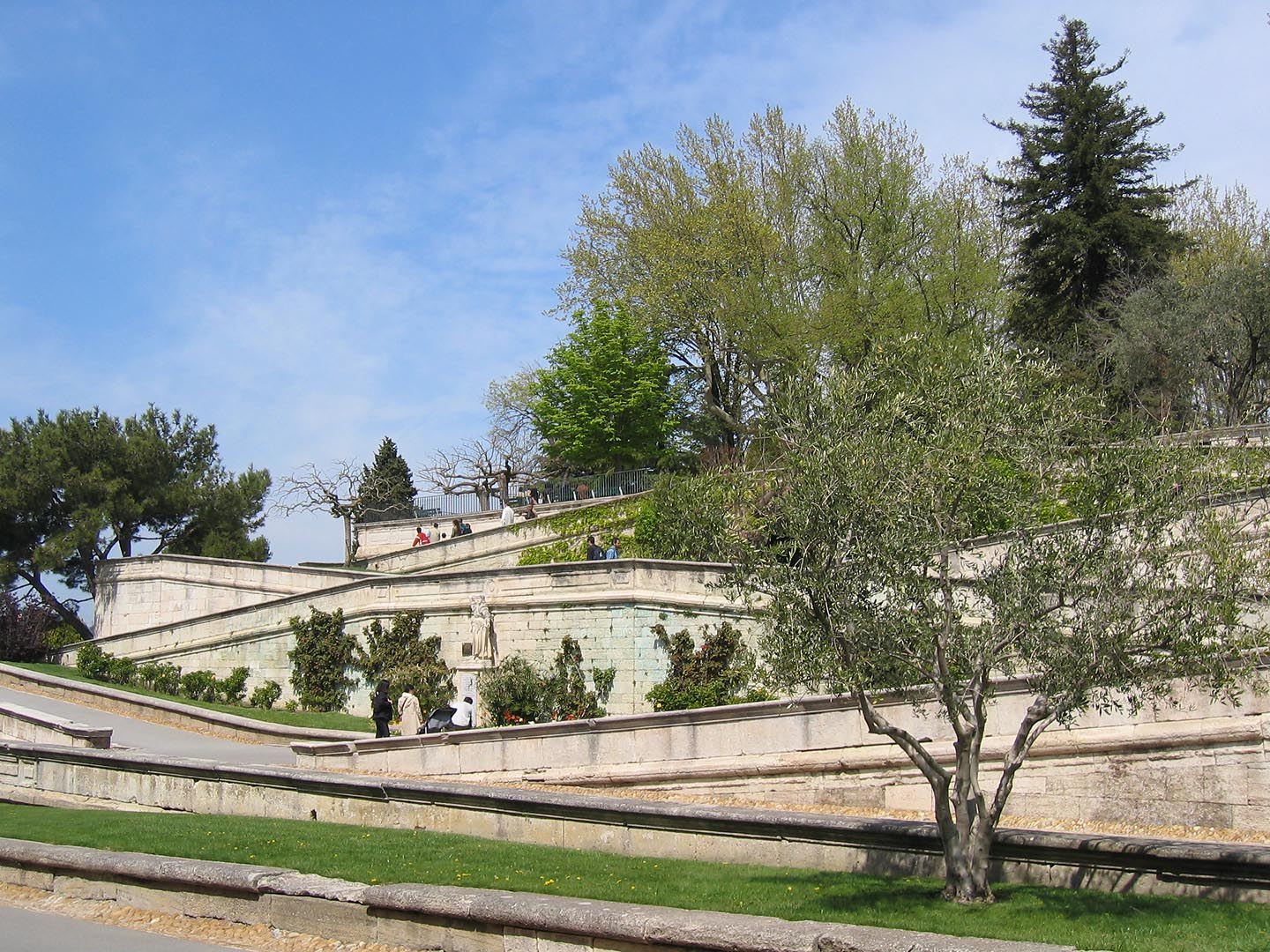
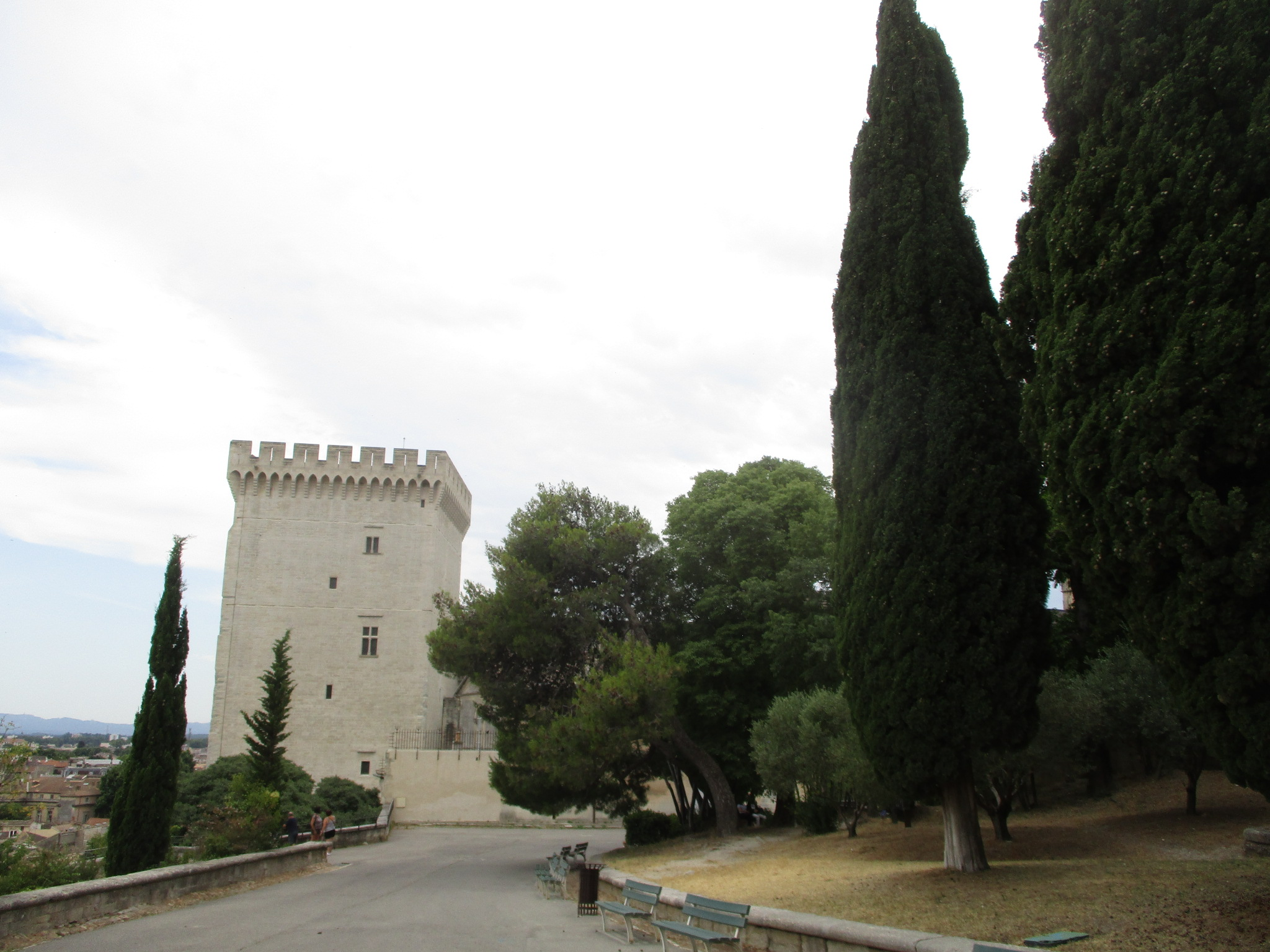
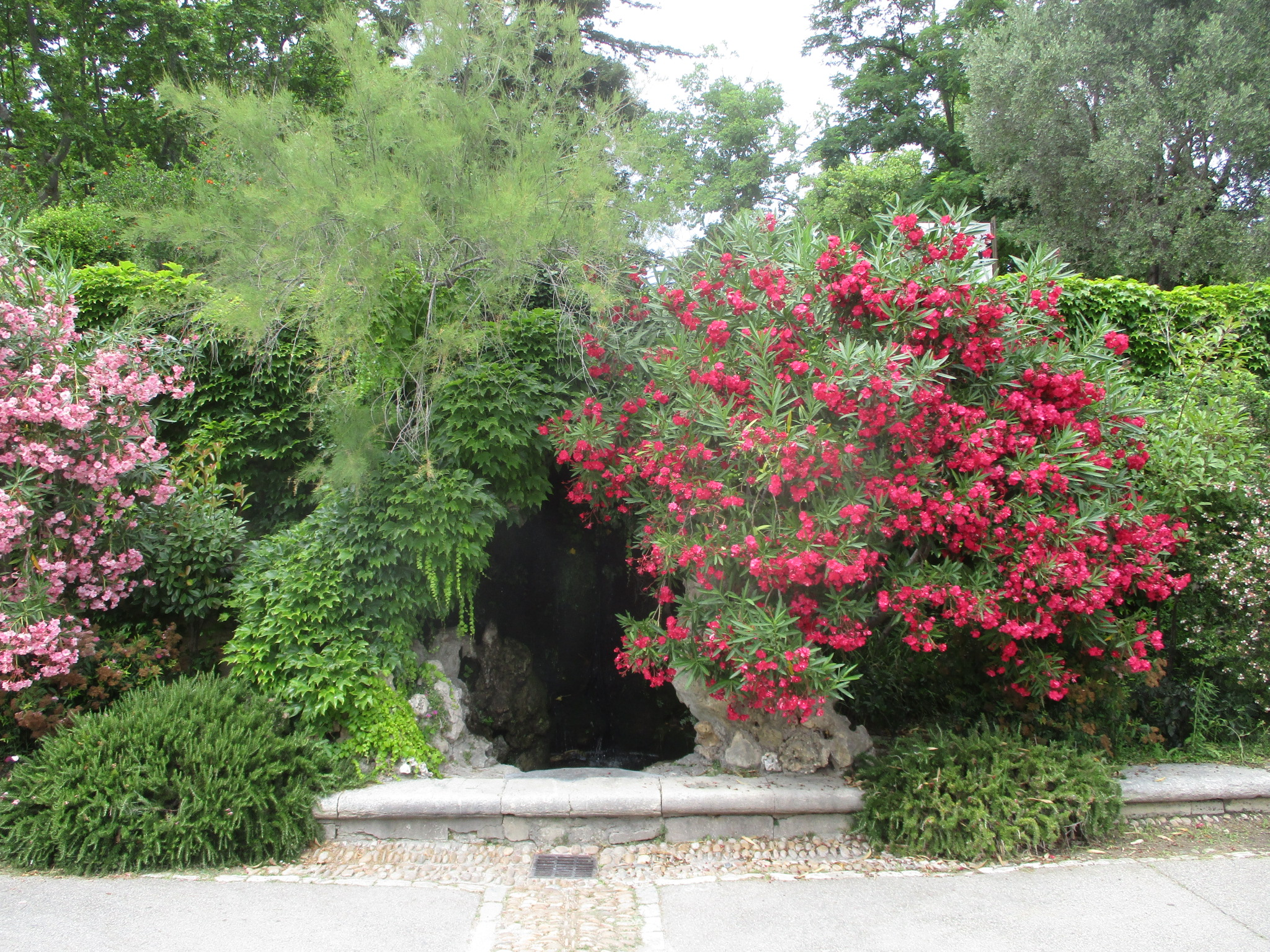
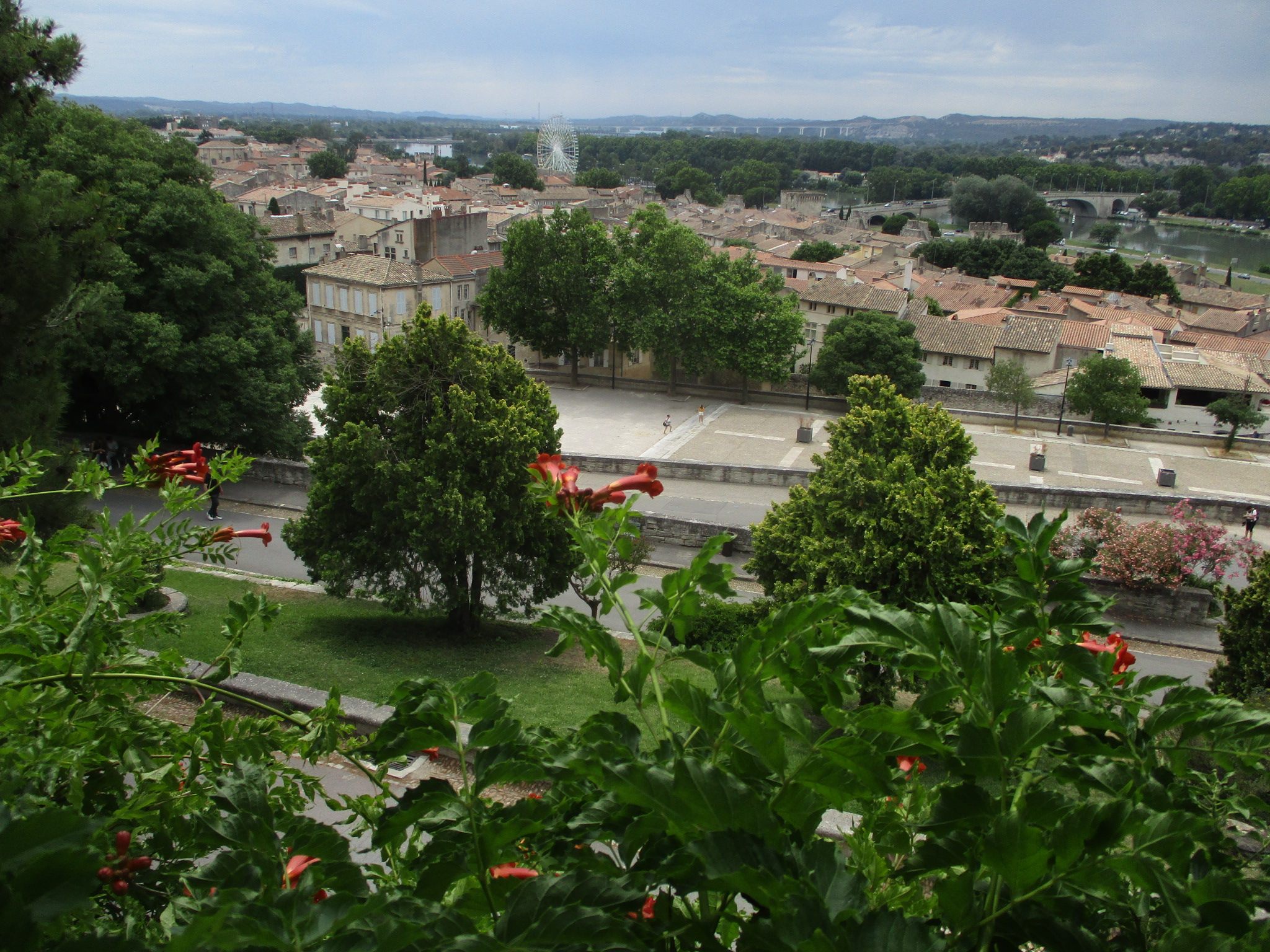
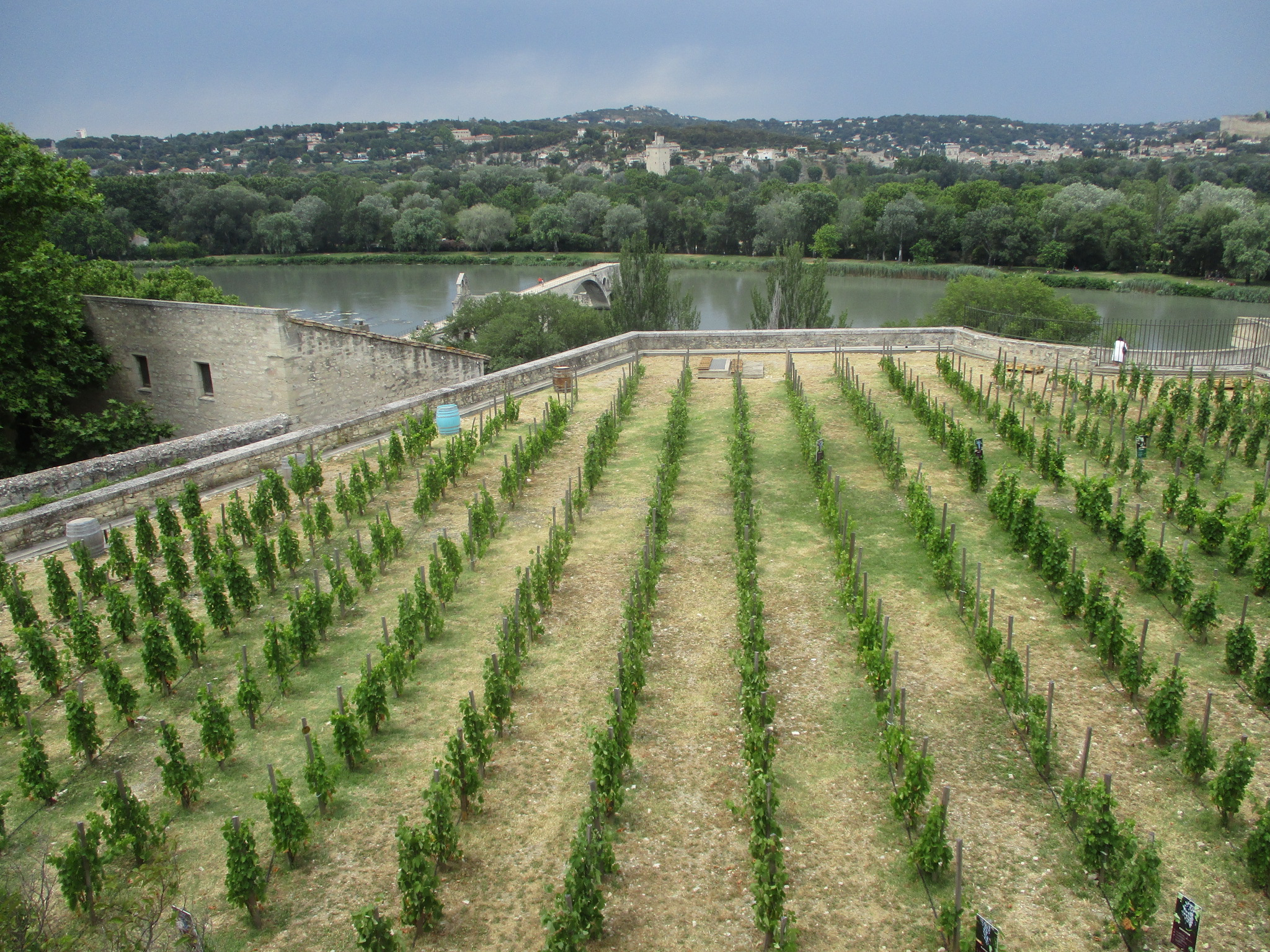